# St. Jakobus (Oeding)

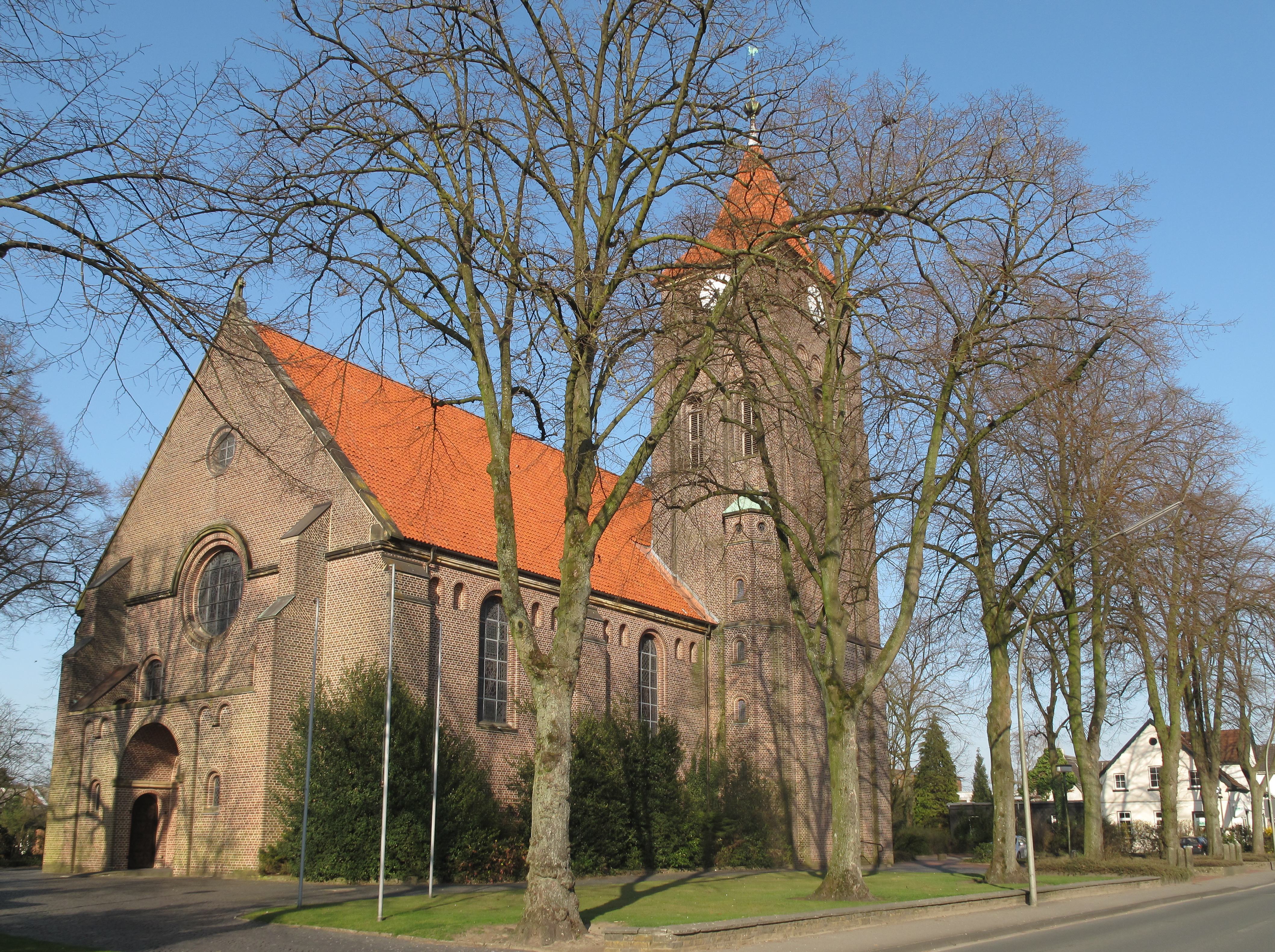
Oeding, St. Jakobus

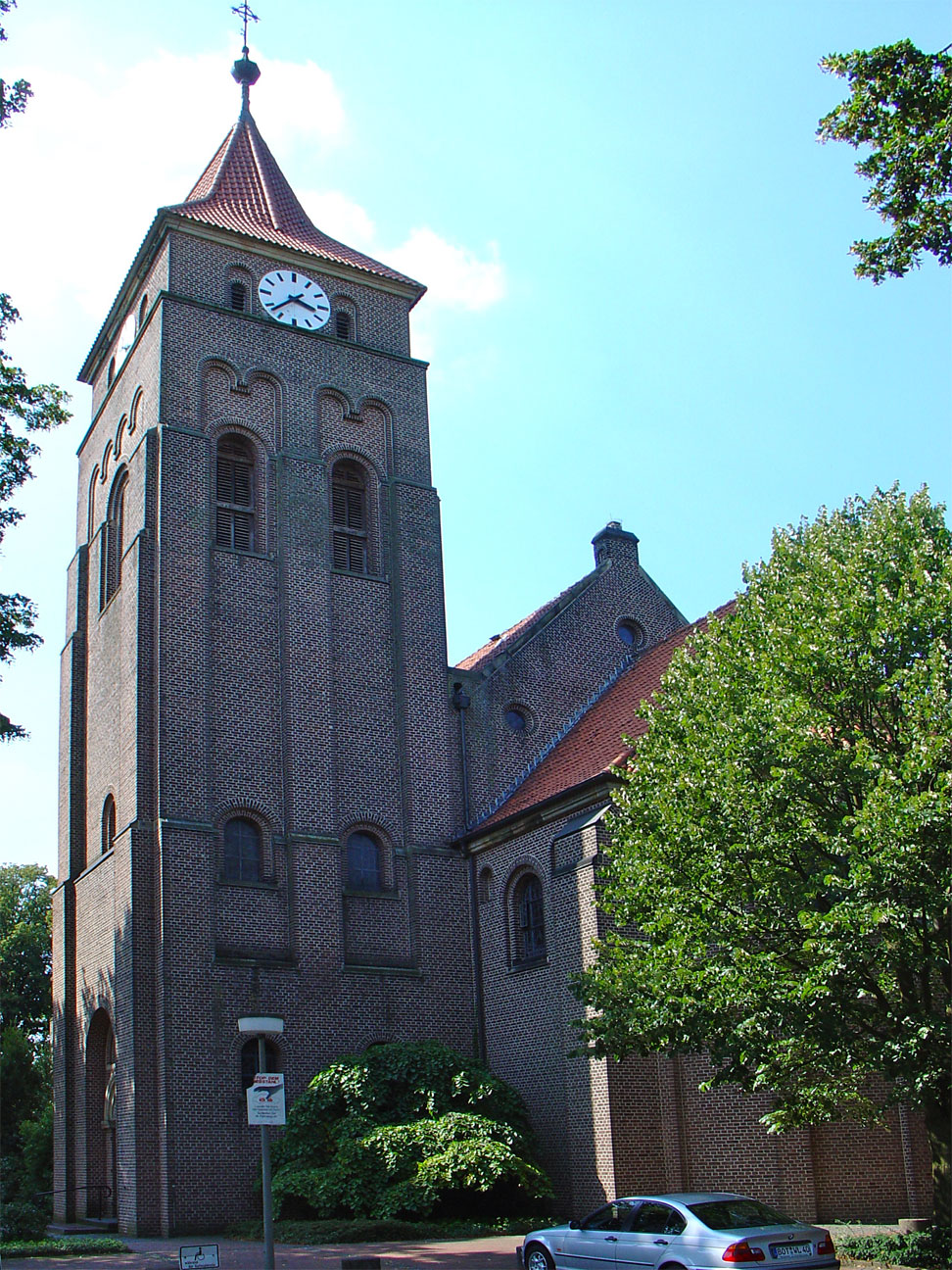
Oeding, St. Jakobus

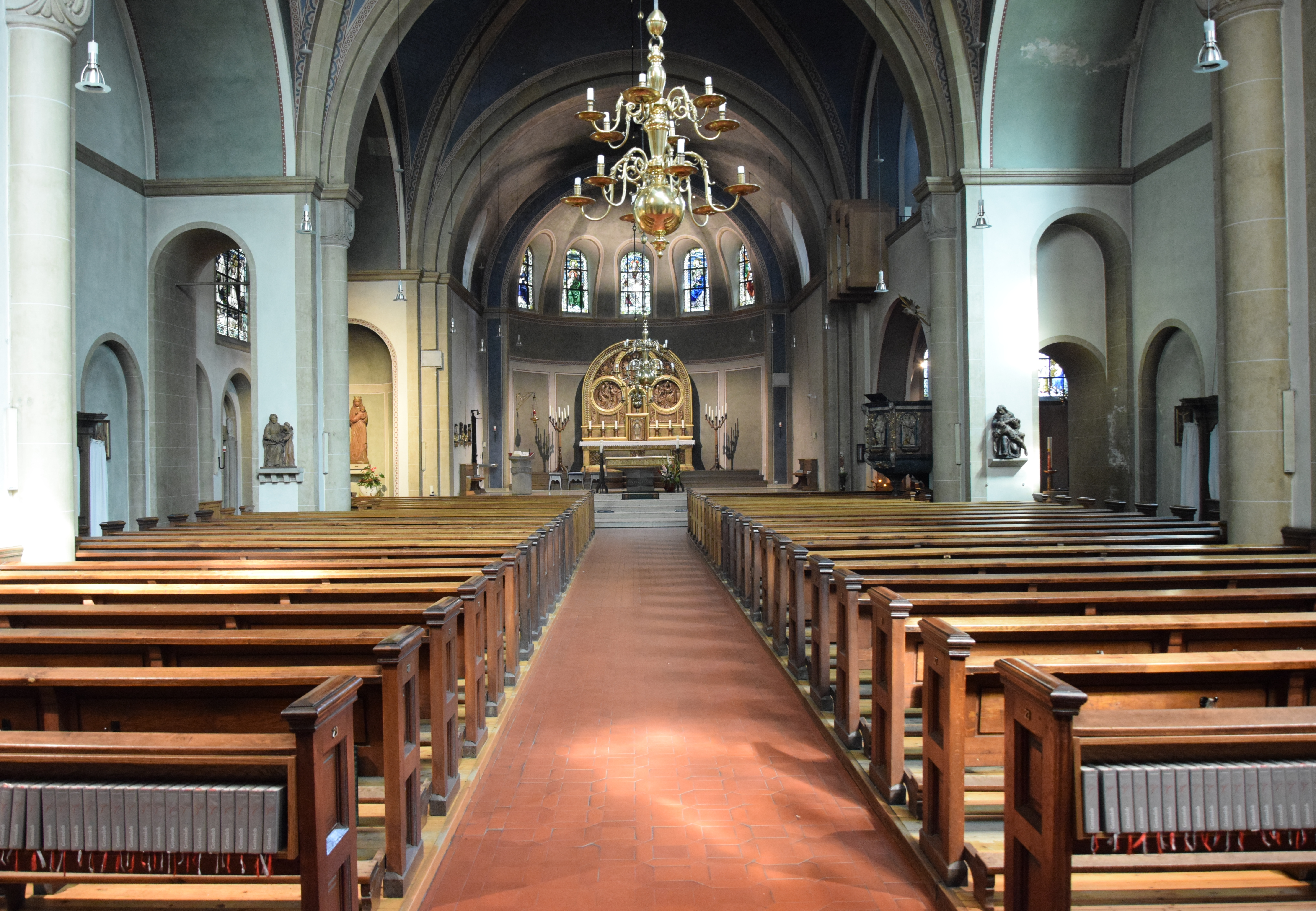
Oeding, St. Jakobus, Innenraum

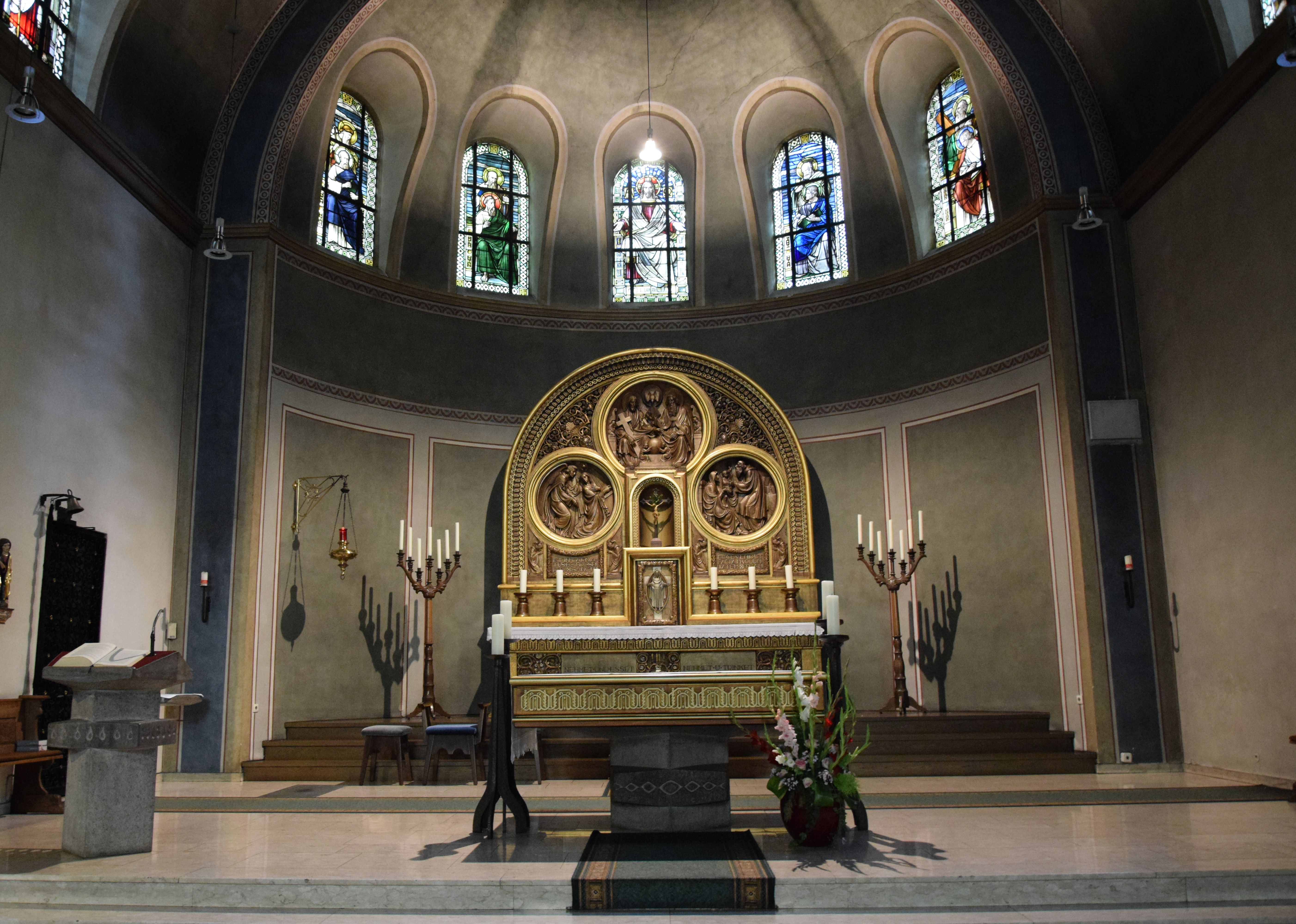
Oeding, St. Jakobus, Altar

Die Kirche St. Jakobus mit ihren mächtigen Backsteintürmen bestimmt das Bild des Dorfes Oeding, eines Ortsteils der Gemeinde Südlohn im Kreis Borken in Nordrhein-Westfalen.

## Geschichte
Eine erste urkundliche Erwähnung einer Burg Oeding stammt aus dem Jahr 1353. Südlich dieser Burg gab es eine kleine Kapelle. Um die Burg und die Kapelle entwickelte sich eine kleine Siedlung. Am 5. Februar 1675 wurde die erste heilige Messe in der Kapelle gefeiert. Um 1680 dürfte das Patrozinium des heiligen Jakobus des Älteren auf die Kapelle übernommen worden sein. 1839 wurde Oeding zur Filialkirche von St. Vitus in Südlohn und am 25. März 1907 zur Pfarrei St. Jakobus.
Schon vor der Pfarrerhebung wurde mit der Planung einer neuen Kirche begonnen. Architekt war Heinrich Jennen, Bauunternehmer Heinrich Terfrüchte aus Südlohn. Die Grundsteinlegung erfolgte am 18. September 1910 und die Weihe durch Weihbischof Everhard Illigens am 27. September 1911.

## Architektur
Die Kirche ist im neuromanischen monumentalen Stil, in den gotische und barocke Formen eingeflossen sind. Es ist ein hell ausgefugter Ziegelbau mit einem Satteldach mit leuchtend roten Ziegeln. Der Turm an der Südseite des Langhauses erreicht eine Höhe von 34,50 m.
An den Chor schließt sich eine Sakristei an, deren Stufengiebel der Gotik entlehnt ist.
Den unteren Teil der Westfassade nimmt ein flacher Portalvorbau ein. Der Haupteingang wird von einem Rundbogen überspannt, dessen Tympanon als Himmelspforte gestaltet ist.

## Innenraum
Nach 1914 bekam die Kirche durch den Kunstmaler Heinrich Nüttgens eine vom Jugendstil beeinflusste Ausgestaltung, die in den folgenden Jahrzehnten mehrfach verändert wurde. Heute besitzt die Kirche wieder eine Farbgebung, die der Erstausmalung nahe kommt. Es ist eine ungewöhnliche Kombination von Elementen des Jugendstils und der Neuromanik.
Die Kirchenfenster wurden ebenfalls von Heinrich Nüttgens entworfen. Das Bildprogramm der Nord- und Südseite umfasst Darstellungen der heiligen Familie, des heiligen Aloysius, der heiligen Jakobus, der heiligen Elisabeth von Thüringen und der heiligen Agnes. Die Motive nehmen nur einen rechteckigen Teil der Fensterflächen ein und sind jeweils in geometrische Felder und Flechtbänder eingebettet. Zwei kleinere Fenster in der Turmkapelle zeigen die Verkündigung an Maria und die Anbetung der Hirten. Im großen Rundfenster der Westfassade wird die Kreuzigung Jesu in romanischer Tradition dargestellt. In der Apsis wird Jesus als Weltenherrscher gezeigt, umgeben von sechs Fenstern mit Darstellungen der Apostel und der Evangelisten. Fenster mit den lateinischen Kirchenvätern finden sich in der Sakristei.

## Ausstattung
Bedeutende Teile der Ausstattung stammen aus den Vorgängerkirchen. Den Mittelpunkt der Ausstattung bildet der goldfarbene Hochaltar aus Eichenholz. Er wurde 1915 von dem Bildhauer Gerhard Brüx aus Kleve für die Kirche mit ihren neoromanischen Stilelementen geschaffen und bezieht sich auf diese. Drei runde Medaillons mit den Darstellungen der Heiligen Dreifaltigkeit, der Verkündung an Maria und der Darbringung Jesu im Tempel umrahmen den Tabernakel.
Der wuchtige, auf einer Mittelsäule ruhende Altartisch ist das Werk des Bildhauers Hubert Janning. Er kam Ende 1971 an seinen Platz. Die farbenprächtige barocke Kanzel am vorderen südlichen Pfeiler entstand um 1700. Der Kanzelkorb zeigt in Muschelnischen die vier Evangelisten.
Das Gemälde mit der Pietà-Darstellung aus der 2. Hälfte des 18. Jahrhunderts befindet sich als Seitenaltar an der Ostwand der Turmkapelle. Die am 2. südlichen Pfeiler angebrachte hölzerne Pietà wird der 2. Hälfte des 18. Jahrhunderts zugeschrieben. Im vorderen Joch hängt ein Kronleuchter aus Messing aus dem 17. Jahrhundert. Aus der Zeit um 1700 stammen die beiden Beichtstühle in den mittleren Blendbögen der nördlichen und südlichen Seitenwand.
Das barocke Kreuz aus dem späten 18. Jahrhundert an der Südwand war ursprünglich ein Wegekreuz. In einer benachbarten Nische des Westwerkes findet man die Reliefplatte eines früheren Bildstocks aus der Mitte des 17. Jahrhunderts. Sie zeigt die Opferung des Isaak durch seinen Vater Abraham. Am hinteren nördlichen Pfeiler befindet sich ein kleines Standbild des heiligen Josef aus Ton aus dem Anfang der 1930er Jahre.
An der Westseite des rechten hinteren Pfeilers hängt ein Relief aus Baumberger Sandstein, das dem heiligen Aloysius von Gonzaga gewidmet ist. Das Kunstwerk wurde von Bernhard Meyer für die neue Kirche geschaffen. Ebenso stammt das Taufbecken mit seinen floralen Motiven von ihm.
Die Skulptur des heiligen Jakobus mit Buch, Pilgerstab und Muschel vor dem rechten Pfeiler des Triumphbogens sowie die Darstellung der heiligen Ida mit Kirche und Hirsch an der südlichen Seite des Haupteingangs sind Werke des aus Oeding stammenden Bildhauers Heinrich Ludwig Hessing. Sie wurden um 1900 aus Lindenholz geschaffen.
Im hinteren nördlichen Joch befindet sich eine Mondsichelmadonna aus dem 19. Jahrhundert. Dem Stil der Nazarener sind die 14 Stationsbilder des Kreuzweges zuzuordnen. Sie entstanden vermutlich in der zweiten Hälfte des 19. Jahrhunderts, könnten aber auch der Werkstatt von Heinrich Nüttgens entstammen und 1911 für die neue Kirche gemacht worden sein. Eine lebensgroße Madonna aus Holz befindet sich in der Apsisnische des nördlichen Umgangs. Es handelt sich um eine Arbeit von Gertrud Büscher-Eilert aus Horstmar von 1964. Davor steht eine kleine Betbank um 1700.